# Paravespa mimetica
Paravespa mimetica (лат.) — вид одиночных ос семейства Vespidae.

## Распространение
Палеарктика: встречаются в Закавказье, Иране, Палестине, Аравии.

## Описание
Крупные (длиной от 15 до 22 мм), часто ярко раскрашенные осы. Переднеспинка оранжевая, на брюшке желтоватые пятна на 3-5 стернитах. Гнезда устраивают в почве. Охотятся на гусениц совок (Noctuidae).

## Классификация
Вид был впервые описан в 1923 году под названием Odynerus mimetica Schulthess, 1923, среди его синонимов таксон Hoplomerus melanopygus Birula, 1926.